# Alessio Secco
Alessio Secco (Torino, 5 gennaio 1970) è un dirigente sportivo italiano.

## Biografia
Alessio è figlio del ragioniere Sergio Secco, ex impiegato della Juventus e braccio destro di Boniperti durante la sua presidenza.

## Carriera
Entra a far parte dello staff della Juventus nel 1995, inizialmente come addetto stampa, in seguito inizia a operare dalla stagione 2000-2001 come team manager e infine, dopo la vicenda Calciopoli, diviene direttore sportivo, ricevendo l'incarico il 23 maggio 2006. Dopo l'incidente occorso il 3 maggio 2008, una volta tornato operativo, si è subito rimesso al lavoro e, col contributo di Blanc, ha permesso l'arrivo a Torino del centravanti Amauri, acquistato dal Palermo. Il 14 maggio 2010  rassegna le dimissioni dopo quindici anni di permanenza nella società bianconera.
L'8 luglio 2012 viene ingaggiato dal Modena, club nel quale ricoprirà il ruolo di direttore generale. Il 3 luglio 2013 dopo quasi un anno rassegna le dimissioni per approdare al Padova.
Il 3 luglio 2013 diventa il direttore sportivo del Padova. Lo stesso giorno in accordo con il presidente Diego Penocchio, affida l'incarico di responsabile tecnico della prima squadra a Dario Marcolin, con lui al Modena. Il 29 agosto entra nel consiglio direttivo del Settore Tecnico della FIGC come rappresentante per la Lega Serie B. Il 4 gennaio 2014 interrompe consensualmente il rapporto con il Padova.
Attualmente è intermediario di  mercato e agente di calciatori

## Vicende giudiziarie
Nel dicembre del 2007 è stato accusato di intrattenere rapporti professionali con Luciano Moggi, al momento inibito per cinque anni e quindi impossibilitato a operare nel mondo del calcio; è stato anche ascoltato dalla Procura Federale nel merito della vicenda, ma infine assolto da ogni accusa. Il 16 luglio 2008 è stato inibito per un mese dalla Procura per aver trattato la cessione di Criscito al Genoa con il presidente rossoblù Enrico Preziosi, anch'egli già inibito in via definitiva dalla giustizia sportiva.

## Vita privata
Secco è sposato e ha due figli.